# حزب النهضة الإسلامية في طاجكستان
حزب النهضة الإسلامي تأسّس عام 1973 ويقوم الحزب على أفكار وأهداف ومبادئ تنظيم جماعة الإخوان المسلمين ويستوحي منهجه من كتب الإمام حسن البنا وسيد قطب ومحمد قطب ومحمد الغزالي والمودودي المستوحاة من القرآن الكريم والسنة الشريفة المطهّرة وترأّس حزب النهضة الإسلامية في طاجيكستان الشيخ عبد الله نوري الذي توفي عام 2006 بعد مرض عضال، ويرى المراقبون أنه الحزب الثاني من حيث الأهمية في البلاد.
وفي عام 1991 م انعقد المؤتمر التأسيسي لحزب النهضة الإسلامي في إحدى قاعات مبنى الحزب الشيوعي المنحل.
شارك الحزب في حرب الاستقلال الطاجيكية ما بين عامي 1992 وعام 1997 واستفاد الحزب من تنظيمه والانسجام في صفوفه
وفي عام 1992 أعلن رحمن ناييف الرئيس الشيوعي السابق حالة الطوارئ في البلاد مما جعل المعارضة الإسلامية تقوم بحشد أنصارها أمام البرلمان في اعتصام مفتوح وبعد إسبوع استولت على الإذاعة والتلفزيون ثم حاصرت مبنى الاستخبارات. وفي 11 أيار عام 1991م وافق ناييف على مطالب المعارضة فتشكّلت حكومة ائتلافية.
وفي أيلول قدم 1992م قدّم ناييف استقالته في مطار العاصمة بينما كان يحاول الفرار إلى الشمال واللجوء إلى موسكو، وتسلّمت المعارضة الحكم برئاسة أكبر اسكندروف. فسارعت موسكو إلى تعزيز قواتها في طاجيكستان بوحدة من 800 جندي سيطروا على المطار.
وفي تشرين الثاني عام 1992م أعلن رئيس الجمهورية المؤقت اسكندروف استقالة الحكومة الائتلافية وقبل البرلمان استقالته وعيّنت مكانه شيوعياً سابقاً. رفض الإسلاميون الحكومة الجديدة ودخل الشيوعيون العاصمة.
وفي عام 1993م تمكّنت القوات الحكومية الشيوعية من تصفية جيوب المقاومة في مناطق البامير الجبلية التي لجأ إليها مقاتلوا حزب النهضة الإسلامي.
ويُذكر أن طاجيكستان هي الدولة الوحيدة من الجمهوريات السوفيتية السابقة في آسيا الوسطي التي تسمح بوجود حزب إسلامي وأتاحت للمعارضة الإسلامية فرصة المشاركة بشكل رسمي في الحكم باستثناء حزب التحرير الذي يدعو إلى إقامة الخلافة الإسلامية.
- من زعماء الحزب أيضا محمد شريف همت زاده
- زعيم حزب النهضة الإسلامي، محي الدين كبيري

## وصلات خارجية
- عبد الله نوري.. الوضع السياسي في طاجيكستان، برنامج لقاء اليوم، قناة الجزيرة، 23 مارس 2005م
- طاجيكستان.. ما بعد الأمس - برنامج تحت المجهر 2006 - قناة الجزيرة
- طاجيكستان والصراع على السلطة، برنامج نقطة ساخنة، 28 فبراير 2002
- طاجكستان - الموسوعة العربية
- الإسلام في آسيا الوسطى - نقطة ساخنة - قناة الجزيرة
- العلاقة بين الإسلاميين والسلطة في آسيا الوسطى - المعرفة - قناة الجزيرة
- مخاوف من تراجع جهود المصالحة في طاجيسكتان - الجزيرة 2001
- عاكف ينعى رئيس حزب النهضة الإسلامي في طاجيكستان - إخوان أون لاين
- آسيا الوسطى.. استدعاء الصوفية لمواجهة الأصولية، الجزيرة نت، 23 يونيو 2005م
- فرغانة.. وادي الغضب القادم، برنامج تحت المجهر، قناة الجزيرة، 23 سبتمبر 2005م
- طاجكستان : بين مطرقة الاحتلال الروسي وسندان الاحتواء الغربي، مفكرة الإسلام
- طاجكستان: تضييق الخناق على المساجد قد يؤدي لنتائج عكسية، موقع الاختلاف ثورة، 24 أبريل 2007م
- زعيم حزب النهضة الإسلامي بطاجكستان متحدثا لـ«الإسلاميون.نت»: كبيري: مستقبل آسيا الوسطى مع الإسلام ونخوض الانتخابات رغم العراقيل: لا نريد أن يسد طريق الدعوة بسبب الصدام مع الحكومة، إسلام أون لاين، 18 فبراير 2010
- حزب النهضة الطاجيكي: نحافظ على هوية البلاد سلما، الجزيرة نت، 9 مارس 2005